# Meeker (Oklahoma)
Meeker – miasto w Stanach Zjednoczonych, w stanie Oklahoma, w hrabstwie Lincoln.